# Guillaume VI de Vienne
Guillaume VI de Vienne (XIV secolo – Parigi, 18 febbraio 1407) è stato un arcivescovo cattolico francese.

## Biografia

### Famiglia
Originario della Borgogna, Guillaume VI de Vienne era figlio di Guillaume II de Vienne, signore di Roulans e di sua moglie Claude (Marguerite) nata de Chaudenay. Una delle sue sorelle, Jeanne, era la moglie di Jean III de Nans. Un'altra sua sorella, Marguerite, sposò, inizialmente, Robert de Saint-Beuve, cavaliere e signore di Saint-Beuve, in seguito Georges, signore di Clères. Suo fratello era l'ammiraglio di Francia Jean de Vienne (morto nel 1396) e suo zio Jean de Vienne fu arcivescovo di Besançon.

### Episcopato
Guillaume divenne monaco benedettino nell'abbazia di San Martino di Autun, di cui successivamente divenne abate. Nel 1375 circa, divenne abate dell'Abbazia di Saint-Seine, posizione che mantenne fino al 1379.
Fu nominato vescovo di Autun il 13 febbraio 1379 con una bolla dell'antipapa Clemente VII e fu nominato vescovo di Beauvais il 26 agosto 1387, incarico che ricoprì per poco meno di due anni. Il successivo 29 marzo 1389, fu nominato arcivescovo di Rouen  sebbene assunse ufficialmente l'incarico nel novembre dello stesso anno (la Gallia Christiana attesta il suo solenne ingresso nella Cattedrale di Rouen nel 1393, ma la sua presenza al maniero di Déville è già attestata bell'agosto del 1389).
Divenne ambasciatore per il neoeletto antipapa Benedetto XIII nel 1394. Presenziò alla sepoltura di Clemente VII presso il convento dei celestini di Avignone nel settembre del 1401; celebrò la messa solenne nella Sainte-Chapelle per l'incoronazione della regina Isabella di Baviera, moglie del re Carlo VI di Francia; fu anche presente a Rouen durante la traslazione delle reliquie di san Luigi IX di Francia.

### Morte
Morì il 18 febbraio 1407 a Parigi, nella residenza degli arcivescovi di Rouen e fu sepolto nell'abbazia di Saint-Seine, in un'imponente tomba con un gisant. La tomba, gravemente danneggiata durante la Rivoluzione francese, andò completamente distrutta nei decenni successivi.

## Stemma
| Image | Stemma |
| ----- | --- |
| \| \| | Guillaume de Lestrange Vescovo di Autun, di Beauvais, arcivescovo di Rouen e Primate di Normandia Al centro di uno scudo rosso, un'aquila reale dorata.. |
|       | |